# Alone in the Dark (jeu vidéo, 1992)
Cet article concerne le jeu vidéo de 1992. Pour le jeu vidéo de 2008, voir Alone in the Dark.
Pour les articles homonymes, voir Alone in the Dark.
 (septembre 2009).
Si vous disposez d'ouvrages ou d'articles de référence ou si vous connaissez des sites web de qualité traitant du thème abordé ici, merci de compléter l'article en donnant les références utiles à sa vérifiabilité et en les liant à la section « Notes et références ».
Alone in the Dark est un jeu vidéo développé et édité par Infogrames et réalisé par Frédérick Raynal. Il s’agit d'un jeu d'aventure  – le premier de type survival horror – en 3D, publié sous DOS en 1992, puis porté sur Mac OS et 3DO en 1993 et 1994. Il est le premier épisode de la série Alone in the Dark.
Alone in the Dark est l'un des premiers jeux à représenter les personnages jouables en polygones dans un environnement pré-calculé. Il est le premier jeu à utiliser des séquences d'animations interpolées qui permettent de réduire la taille mémoire du jeu, et de proposer une animation 3D s'adaptant à la puissance de la machine.
L'histoire est inspirée par les films de George A. Romero et les nouvelles de H. P. Lovecraft. Elle se déroule dans un vieux manoir en Louisiane, réputé hanté, dont le  propriétaire s’est récemment donné la mort. Dans la peau du détective privé Edward Carnby ou d’Emily la nièce du défunt, le joueur mène l’enquête dans le manoir.
Le jeu est acclamé par la presse pour sa réalisation technique et son ambiance horrifiante. Il remporte plusieurs prix en France et au Japon, dont le Tilt d'Or 1992 de la meilleure animation "micro" décerné par Tilt.
Il est le premier survival horror de l'histoire du jeu vidéo, genre popularisé avec la série Resident Evil ou Silent Hill.

## Trame

### Scénario
En 1924, le peintre Jeremy Hartwood, propriétaire de la fascinante demeure de Derceto (du nom de la divinité syrienne) située en Louisiane, est retrouvé mort au grenier, après avoir laissé une lettre dans le tiroir secret du piano. Après une enquête rapide, la police conclut au suicide. D'après les déclarations de son fidèle majordome, Jeremy semblait fort tourmenté les mois précédents. Malgré sa santé précaire, il s'épuisait littéralement à lire et à traduire les anciens manuscrits dont regorge la bibliothèque de Derceto.
Il semblait guetter quelque chose ou craindre une présence mystérieuse. Derceto est maintenant abandonnée, mais d'étranges rumeurs circulent, parlant de malédiction et de puissance démoniaque. Au départ, le personnage contrôlé par le joueur (au choix Edward Carnby ou Emily Hartwood) ne prend pas ces dires très au sérieux, les habitants des environs étant très superstitieux. Il arrive au manoir à la nuit tombée, et constate, une fois rentré, qu'il se retrouve prisonnier. L'objectif du jeu est désormais simple : sortir de la demeure.
Au cours de sa progression, le joueur se rend compte que le manoir, qui compte trois étages, est infesté de rats, de zombies et de vers géants. Il est possible d'éliminer certains ennemis par la force ou en utilisant un fusil, mais d'autres nécessitent de posséder une arme particulière ou de résoudre une énigme. Certains monstres ne peuvent pas être détruits. Les quantités de munitions sont limitées : les armes à feu doivent donc être utilisées à bon escient.

### Personnages
- Edward Carnby (VF : Marc Alfos) : détective privé, surnommé « Le Reptile » par ceux qui ne font pas partie de ses amis. Contacté par Gloria Allen une antiquaire, il est chargé de retrouver un vieux piano truffé de tiroirs secrets dans le manoir Decerto pour la riche clientèle de Gloria — bien que cette quête soit sans importance dans le jeu. Sûr de lui, il prend connaissance de l’aspect hanté du manoir mais s’en moque au point de penser pouvoir y passer des vacances payées. Il devient par la suite le héros de la série. Carnby porte une moustache dans cet épisode mais pas dans les jeux suivants. Il porte un veste vert foncé et un pantalon vert clair.
- Emily Hartwood : nièce de l'ancien propriétaire, elle veut savoir ce qui lui est vraiment arrivé. Moins forte que Carnby, elle est déconseillée aux débutants car c'est un personnage plus difficile à jouer. Elle réapparaît dans Alone in the Dark 3 mais cette fois en tant que personnage non jouable. Elle porte un veste vert foncé et une jupe droit vert.
- Ezechiel Pregzt : pirate sanguinaire du XVIIe siècle, il fit construire Derceto au XVIIIe sous le nom d'Eliah Pickford, et installer sa tombe sous le manoir. Il contrôle les monstres de la maison, à l'exception du Chtonien des souterrains. Il doit être affronté deux fois dans le jeu : sous forme de revenant à forme humaine, puis sous forme de revenant crachant du feu. Une fois Pregzt tué, tous les monstres du jeu disparaissent.
- Zombis : des morts-vivants hantant le manoir. L'un d'eux, petit et jaune et présent à l'avant-dernier étage, est plus résistant que les autres. Une troisième variété est la forme de zombi de Pregzt (près de la salle de bal).
- Cthonien : un ver géant dans la grotte souterraine. Il sert plus d'obstacle que de véritable ennemi. Il faut l'utiliser pour ouvrir une nouvelle voie dans les souterrains.
- Décharnés nocturnes : ces créatures ailées, au nombre de deux, gardent un escalier au troisième étage. Il faut utiliser des miroirs sur des statues pour les vaincre.
- Fantômes : l'un se trouve assis sur un fauteuil dans une pièce, d'autres se trouvent dans la salle de bal. Ces derniers peuvent être manipulés par une musique.
- Profonds : des monstres marins à forme humanoïde, et accessoirement gardiens d'Ezechiel Pregzt.
- Vagabond : un prédateur inter-dimensionnel ressemblant à un spectre mauve vivant dans la bibliothèque. Il faut le vaincre avec une dague spécifique.
- Monstres-poulets : des monstres à l'apparence de volailles grotesques. Leur corps est dénué de plumes mais des dents garnissent leurs mâchoires et leurs longs « bras » se terminent par de petites mains à longues griffes.
- Armure ensorcelée : Cette armure s'anime lorsque l'on s'approche de trop près. Il faut lui jeter une lourde statuette pour la vaincre.
- Monstre de baignoire : une créature semblable à une méduse mauve, présente dans la salle de bain.
- Rats : dans la cave du manoir. Faibles mais dangereux s'ils encerclent le joueur.
- Portraits ensorcelés : portraits peints lançant des projectiles. Le portrait du trappeur doit être camouflé avec une couverture indienne, celui de l'amérindien doit être vaincu par une flèche.
- Cigars : il est sur la table de la salle des fumeurs, il peut asphyxier le joueur et il peut être « vaincu » avec un broc rempli.
- Créatures volantes : dans les souterrains du manoir, elles peuvent déstabiliser le personnage lors de phases d'équilibre.
- Araignées : des grosses araignées venimeuses dans le jardin et une géante dans les souterrains du manoir.
- Loup-araignée géant : dans le souterrain du manoir, facile à vaincre avec une arme à feu.
- Creature on the threshold : si le joueur ouvre la porte de la sortie, cette créature dévore le joueur et la seule solution est d'éliminer Ezechiel Pregzt à la fin et il disparaitra en même temps avec les monstres du jeu.
- Howard Hartwood : le père de Jeremy Hartwood, mentionné.
- Waites : des domestiques de Jeremy Hartwood, mentionnés.
- Jeremy Hartwood (VF : Guillaume Orsat) : Oncle d'Emily Hartwood, décédé.

## Système de jeu
Alone in the Dark est un jeu d'action-aventure en vue à la troisième personne, sur le thème fantastique/horrifique. Le joueur doit explorer le manoir à la recherche d'une sortie. Il est assailli par des ennemis surnaturels comprenant zombies, rats, géants et d'autres créatures bien plus étranges. Le combat joue seulement un rôle partiel : il y a, par exemple, seulement une douzaine de zombis dans l'ensemble du jeu, et beaucoup de monstres sont détruits ou contournés en résolvant des énigmes. Il est alors nécessaire de chercher dans la maison le moindre indice permettant d'avancer dans l'histoire, plutôt que d'utiliser l'attaque frontale. Dans cette optique, de nombreux livres et manuscrits éparpillés dans la maison aideront le héros à sortir vivant du piège.

## Développement

### Prémices du projet
Au début des années 1990, Infogrames acquiert les droits d'adaptation de l'œuvre du romancier H. P. Lovecraft auprès de la compagnie américaine Chaosium, éditrice du jeux de rôle L'Appel de Cthulhu. L'accord prévoit qu'Infogrames produise trois jeux inspirés de l'univers de Lovecraft. Le projet d'adaptation est rattaché à deux personnes haut placées dans la hiérarchie d'Infogrames : Bruno Bonnell (PDG de la société) et Éric Motet (responsable des productions). L'idée initiale est de créer un jeu qui se déroulerait entièrement dans le noir, le joueur n'ayant qu'un nombre limité d'allumettes qu'il devrait gratter à bon escient pour avancer dans l'obscurité. Pour cette raison, le projet prend dès le départ le nom temporaire d’In the Dark.
Au sein d'Infogrames, Frédérick Raynal travaille à cette époque sur un projet indépendant qui consiste à programmer un moteur de jeu capable de gérer des déplacements de personnages en trois dimensions ainsi que des effets d'ombres et de lumières. Lorsqu'il entend parler du projet In the Dark, il se signale à sa hiérarchie pour en prendre la supervision : le moteur de jeu qu'il développe lui semble être l'outil idéal pour la réalisation du jeu. Frédérick Raynal justifie auprès d'Éric Motet que la représentation d'objets animés en trois dimensions apporterait un supplément de vraisemblance au jeu, mais le responsable des productions ne partage pas cet enthousiasme et refuse initialement d'affecter Frédérick Raynal sur le projet.
Convaincu par l'intérêt de la 3D, Frédérick Raynal poursuit la mise au point de son moteur de jeu. Didier Chanfray, graphiste d'Infogrames, l'accompagne dans cette tâche pour construire des objets et des personnages animés en 3D et réaliser des tests graphiques qui se révèlent concluants au bout de quelques mois. Laurent Salmeron, qui suit le déroulement du projet, parvient à convaincre la hiérarchie d'Infogrames de patienter pour pouvoir utiliser ce moteur de jeu. Frédérick Raynal lance un appel à contribution auprès des infographistes d'Infogrames pour la réalisation des décors du jeu. La proposition de Yaël Barroz, qui est alors en contrat à durée déterminée, retient son intérêt. Un premier prototype fonctionnel du jeu, permettant de faire évoluer un personnage en 3D dans un grenier, est mis au point pour être présenté à Bruno Bonnell et Éric Motet environ un an après l'acquisition des droits sur le projet. Cette fois, la hiérarchie d'Infogrames est séduite. À l'été 1991, Frédérick Raynal est officiellement nommé à la direction du projet. Il se voit allouer six collaborateurs pour créer l'ensemble du jeu. Parmi eux : Didier Chanfray, Yael Barroz (qui devient sa compagne) et Philippe Vachey, qui compose les musiques du jeu.

### Mise au point du scénario
Le développement du jeu est dès lors mené à vive allure par la petite équipe. La mise au point du scénario constitue une difficulté. Un premier scénario inspiré de la nouvelle L'Appel de Cthulhu est envisagé, mais est jugé peu convaincant. Infogrames fait finalement appel à Hubert Chardot, un scénariste indépendant passionné par l'univers de Lovecraft, issu de la 20th Century Fox. L'ensemble du scénario est mis au point en trois jours. Toute l'équipe participe à la définition des chemins à emprunter et des énigmes à résoudre pour que le joueur puisse sortir du manoir dans lequel il est enfermé et puisse ainsi terminer le jeu.
L'histoire mise au point par Hubert Chardot est fortement influencée par les œuvres d'Edgar Allan Poe et de Lovecraft. Le cadre de l'histoire est inspirée par La Chute de la maison Usher de Poe. Les  grimoires trouvés dans la bibliothèque (en particulier le Necronomicon et De Vermis Mysteriis) sont issus du Mythe de Cthulhu. Plusieurs des adversaires surnaturels sont des créatures reconnaissables du Mythe, notamment dans les souterrains du manoir que le joueur découvre vers la fin du jeu.

### Technologie utilisée
Au début des années 1990, l'une des difficultés du développement d'un jeu vidéo était de faire en sorte qu'il s'exécute de manière semblable sur toutes les machines des particuliers dont les puissances pouvaient être très variables. Avec Alone in the Dark, les animations des personnages auraient donc pu être beaucoup trop rapides sur des machines puissantes pour l'époque, et trop lentes sur des machines peu performantes. Pour éviter cela, les développeurs ont laissé l'ordinateur calculer les positions intermédiaires des animations en temps réel, tout en faisant en sorte que chaque machine, en fonction de sa puissance, s'adapte pour que les animations se fassent à une vitesse prédéfinie par les développeurs. Dans une interview donnée dans l'émission PC-Engine, Frédérick Raynal expliquait ce mécanisme ainsi : « Entre deux positions [...], si on a voulu que ceci se fasse en une seconde et que l'ordinateur est très rapide et qu'il s'aperçoit au bout d'un dixième de seconde qu'il va déjà afficher une autre image, il affichera les positions de l'articulation du personnage qu'à un dixième des positions, ce qui fait que sur une machine rapide il y aura jusqu'à 100 images par seconde alors que sur une machine lente il n'y en aura plus que 10, mais les temps des mouvements et des actions seront respectés ».

### Finalisation du projet
Le jeu prend rapidement forme et des versions « bêta », encore inabouties, sont présentées au public avant la sortie du jeu. Une pré-version du jeu est notamment présentée dans l'émission Micro Kid's : Edward Carnby n'avait alors qu'une sphère à la place de la tête et le jeu était prévu sous le titre de Scream in the Dark. Une autre version plus avancée fut également présentée à l'ECTS 1992 sous le titre Doom of Derceto (en français : La malédiction de Derceto).
Une voix off est également rajoutée lors de la lecture de certaines pages de grimoires par Edward Carnby. Dans la version française, cette voix est celle de Marc Alfos.[réf. nécessaire]
La couverture du jeu est dessinée par l'illustrateur français Gilles Francescano qui a aussi peint pour Infogrames la couverture du jeu Shadow of the Comet.

### Équipe de développement
- Réalisateur : Frédérick Raynal[1]
- Producteur : Bruno Bonnell
- Programmeurs : Frédérick Raynal, Franck De Girolami
- Graphismes, illustration : Yaël Barroz, Jean-Marc Torroella
- Illustration de couverture : Gilles Francescano
- Modélisation 3D et animations[7] : Didier Chanfray
- Compositeur et effets sonores : Philippe Vachey
- Production : Olivier Robin, Véronique Salmeron
- Scénario, dialogues : Hubert Chardot, Franck Manzetti
- Sound design : Hervé Cohen

## Accueil

### Critiques
| Média                                     | Note (PC) |
| ----------------------------------------- | --------- |
| Compilations de plusieurs critiques       |           |
| GameRankings                              | 90,00 %   |
| MobyGames                                 | 80 / 100  |
| Presse généraliste du jeu vidéo           |           |
| AllGame                                   | [ 11 ]    |
| IGN                                       | 6.0 / 10  |
| Génération 4                              | 97 %      |
| Jeuxvideo.fr                              | 14 / 20   |
| Presse spécialisée dans le jeu d'aventure |           |
| Adventure Europe                          | 88 / 100  |
| Adventure C. G.                           | [ 15 ]    |

Alone in the Dark a été globalement très bien reçu par la critique à sa sortie, avec des notes moyennes dépassant les 80 % selon les compilations de critiques de GameRankings et MobyGames en ce qui concerne la version DOS et Macintosh. La version 3DO a été globalement moins bien accueillie.

### Ventes
Le jeu Alone in the Dark est un succès commercial : un document interne d'Infogrames conservé par le CNJV fait état de ventes à 350 000 exemplaires dans le monde, tandis que l'ouvrage La Saga des jeux vidéo (1998) de Daniel Ichbiah mentionne le chiffre de 400 000 exemplaires.

## Postérité

### Désaccord avec Bruno Bonnell
Devant le succès de Alone in the Dark, le développement d’une suite est mis en chantier par Infogrames. Un désaccord important entre l'équipe et Bruno Bonnell (président d’Infogrames) apparaît néanmoins au sujet de la direction que cette suite doit prendre. Bruno Bonnell désire une suite avec plus d'action tandis que l'équipe préfère rester dans l'optique d'un survival horror. La majorité de l'équipe quitte Infogrames pour fonder un nouveau studio appelé Adeline Software International et ne participe donc pas à Alone in the Dark 2.
Toutefois, une entrevue faite avant la rupture montre que des parties importantes pensées par l'équipe originale ont été conservées dans la version finale du jeu. L'entretien présente notamment un croquis de la nouvelle maison à utiliser (maison que l'on retrouve dans Alone in the Dark 2) et le fait que Carnby puisse être habillé en père Noël.

### Procès sur les droits d'auteur
En 2005, Frédérick Raynal assigne Atari Inc. (ex-Infogrames Entertainement) en justice pour violation de droit d'auteur sur la licence Alone in the Dark, notamment dans le contexte de la sortie du film Alone in the Dark (inspiré de la série de jeux vidéo éponyme) pour lequel il ne perçoit aucun droit d'auteur. Frédérick Raynal accuse également son ancien employeur d'avoir repris plusieurs de ses créations personnelles dans le jeu Alone in the Dark 2.
De fait, au cours du développement du jeu, Bruno Bonnell avait formellement empêché Frédérick Raynal d'introduire son nom dans les crédits du jeu en tant que créateur du projet. Officiellement, Bruno Bonnell souhaitait que le jeu apparaisse comme une œuvre collective. Dans la pratique, le retrait du nom du créateur permettait d'empêcher Frédérick Raynal de prétendre à des droits d'auteur. De nombreux auteurs furent spoliés de la sorte à cette époque.[réf. nécessaire]
Le Tribunal de Grande Instance de Lyon donne finalement raison à Frédérick Raynal en 2016, en considérant que ce dernier a été le créateur du gameplay d’Alone in the Dark ainsi que des logiciels « 3d Desk » et « Scen Edit » ayant permis de développer le jeu, logiciels ayant été réutilisés ultérieurement par Infogrames notamment pour le développement d’Alone in the Dark 2. À l'issue de cette décision, des dommages et intérêts sont versés  par Atari à Frédérick Raynal en 2018, se composant d'une somme de 358 000 euros et de 39 250 actions Atari d'une valeur d'environ 40 centimes d'euros par action. La franchise Alone in the Dark est simultanément vendue par Atari à THQ Nordic, Frédérick Raynal conservant avec ce nouvel éditeur une participation sur les recettes des ventes liées à la licence.